# Qəzli (Sabirabad)
Qəzli è un comune dell'Azerbaigian situato nel distretto di Sabirabad. Conta una popolazione di 2 711 abitanti.